# 卢佩·贝莱斯
玛利亚·瓜达卢佩·比利亚洛沃斯·贝莱斯（西班牙語：María Guadalupe Villalobos Vélez，1908年7月18日—1944年12月14日），艺名卢佩·贝莱斯（Lupe Vélez），是一名好莱坞电影黄金时代的墨西哥女演员、歌手和舞蹈家，在好莱坞星光大道上拥有一星。
1920年代初期，她在墨西哥进行歌舞杂耍表演，移居美国后于1927年首次出演电影，曾在多部无声、有声影片中担任女主角，是好莱坞首批成功的拉丁美洲女演员之一。
她以性子火辣出名，经常出演一些具有异国风情女性角色，因而被八卦专栏作家给予“墨西哥飓风”（Mexican Hurricane）、“墨西哥野猫”（The Mexican Wildcat）、“墨西哥狂人”（The Mexican Madcap）等绰号。其个人生活也遭到媒体大量曝光。她与好莱坞演员有过恋情，并曾与约翰尼·维斯穆勒结婚。1944年12月，她因过度服用速可眠而死，自杀的原因众说纷纭。

## 生平

### 童年
她出生于墨西哥的圣路易斯波托西市，是独裁者波费里奥·迪亚斯麾下上校雅各布（Jacobo Villalobos Reyes）和妻子约瑟菲娜（Josefina Vélez） 之女，约瑟菲娜可能是一名歌剧演员或杂耍歌手，两人育有四女一子。维拉洛博斯家族家世显赫、家境富裕，大多数男性接受过大学教育。
13岁时，她的父母将她送到德克萨斯州圣安东尼奥的圣母湖学校（现为圣母湖大学）学习，在那里她学会了说英语和跳舞。她后来也说自己喜欢舞蹈，但其他学科成绩不行。

### 职业生涯早期
贝莱斯于1920年代初开始在墨西哥表演，最初艺名采用父姓，但她的父亲很反对她的职业选择，于是她改用母姓。母亲将她和姐姐约瑟菲娜（Josefina）推荐给西班牙演员玛利亚·科内萨，她得以在科内萨的节目中演出。1924年，贝莱斯的朋友奥雷利奥·坎波斯（Aurelio Campos）将她推荐给舞台剧制作人卡洛斯·奥尔特加（Carlos Ortega）。 1925年3月，贝莱斯加入奥尔特加的剧团，很快受到了观众的欢迎。一年半后，由于经理拒绝给她加薪，她离开那里加入“Teatro Principal”，但三个月后因性格暴躁而被解雇，旋即又被“Teatro Lirico”聘用，薪水为每天100比索。
她不稳定的情绪经常被墨西哥媒体报道，但这也使得她声名远扬，很快成为墨西哥最有名的歌舞明星之一。她的仰慕者包括塞·戈罗斯蒂扎和雷纳托·勒杜克。
1926年，看过贝莱斯表演的美国人弗兰克（Frank A. Woodyard）将她推荐给舞台剧导演理查德·贝内特。贝内特正在为他的戏剧《鸽子》（The Dove）寻找女演员扮演墨西哥小酒馆歌手。贝内特给贝莱斯发了一封电报，邀请她到洛杉矶出演该剧。贝莱斯推掉自己的古巴演出前往洛杉矶。然而，抵达后她发现自己已被另一位女演员取代。
在洛杉矶期间，她遇到了喜剧演员范妮·布莱斯，布莱斯被她吸引并将她推荐给小佛羅瑞茲·齊格菲，齐格菲邀请她去纽约。正当贝莱斯准备离开洛杉矶时，她接到了米高梅制片人哈里·拉普夫的电话，让她试镜。制片人兼导演哈儿·罗奇相中了她，让她在，并聘请她在勞萊與哈台的短片《水手小心》（Sailors, Beware!，1927）中饰演一个小角色。

### 成名

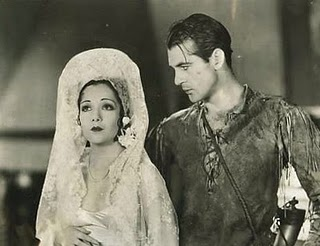
贝莱斯与加里·库珀，《Wolf Song》剧照

不久后，她参与范朋克电影《The Gaucho》试镜。导演对她印象深刻，并很快与她签订了合同。1927年电影上映后大获成功，贝莱斯也因演技得到评论家们的关注。

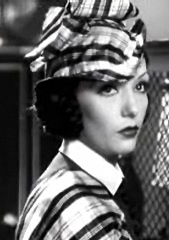
《Laughing Boy》（1934）预告片中的贝莱斯

贝莱斯的第二部电影《Stand and Deliver》在1928年上映。同年，她被评为WAMPAS新星（WAMPAS Baby Stars）。1929年，电影业正在从无声电影过渡到有声电影。那个时代的几位明星因为口音很重而提前结束了他们的职业生涯，但贝莱斯在出演的《猛虎与玫瑰》（1929）大获成功之后，对她的担忧不攻自破。
贝莱斯随后出演了多部Pre-Code电影，随后又开始拍摄喜剧片。
1932年2月，她短暂息影，到纽约市参演百老汇导演小弗洛伦兹·齐格飞的音乐剧《Hot-Cha!》，后来又多次出演音乐剧。

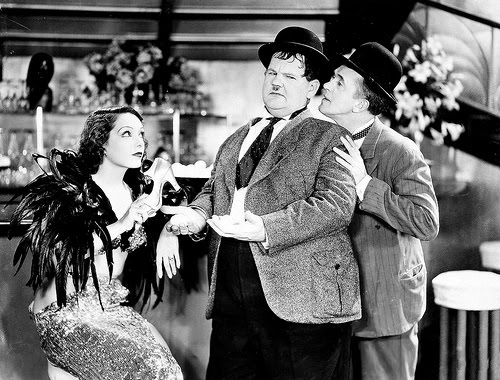
贝莱斯与勞萊與哈台，《好莱坞派对》（1934）

她凭借喜剧电影《好莱坞派对》中与勞萊與哈台的对手戏进一步扩大影响力。不过，尽管她已经是一位受欢迎的女演员，米高梅并没有在1934年与她续约。在接下来的几年里，她作为一名自由演员在片场工作。
贝莱斯的最后一次百老汇演出是1938年科尔·波特的音乐剧《You Never Know》。它受到评论家差评，但由于贝莱斯和另一位演员利比·霍尔曼之间的矛盾而获得了不小的曝光度。这场争执在纽黑文的一场演出中达到了顶峰，贝莱斯在幕间打了霍尔曼一拳，给她打出了一个黑眼圈，演出也因此告吹。
1938年，她曾回到墨西哥城出演她的第一部墨西哥电影《La Zandunga》，电影十分卖座。她本计划再出演四部墨西哥电影，但不久便回到了洛杉矶，受雇于雷电华影业。

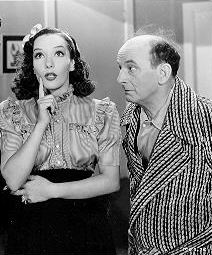
贝莱斯与莱昂·埃罗尔，《Mexican Spitfire》（1940）

1939年，她出演B级片《The Girl from Mexico》，与莱昂·埃罗尔和唐纳德·伍兹搭档，随后又拍摄续集《Mexican Spitfire》（1940）和多部“Mexican Spitfire”系列电影，这些作品也十分卖座。
1944年，她回到墨西哥出演改编自埃米尔·左拉小说的电影《娜娜》，获得好评，这也是她的最后一部电影。拍摄结束后，她回到洛杉矶，开始为纽约的一个舞台剧角色做准备。

## 去世
1944年12月13日晚上，贝莱斯与她的演员朋友埃斯特尔·泰勒和韦妮塔·奥基共进晚餐，12月14日凌晨回到卧室，用一杯白兰地吞服了75片速可眠。她的秘书比乌拉·欣德（Beulah Kinder）说，那天早上她在床上发现了贝莱斯的尸体 和一封写给情人哈拉尔德·拉蒙德的遗书：
致哈拉尔德，愿上帝原谅你也原谅我，但我宁愿带走我自己，也带走我们孩子，而不是给他带来羞耻或杀掉他。 – 卢佩。 

在遗书背面她写道：
哈拉尔德，你怎么能假装如此深爱我和我们的孩子？其实你根本从来都不想要我们。我无路可走，所以再见，祝你好运，爱你的卢佩。
贝莱斯死后的第二天，哈拉尔德·拉蒙德告诉媒体他对她的自杀感到“非常困惑”，并声称即使两人已经分手，他还是同意与贝莱斯结婚。他承认，他曾要求贝莱斯签署一份协议，证明他娶她只是为了“给孩子一个名字”，但他说他这样做只是因为两人吵架了，而且他处于极度愤怒中。埃斯特尔·泰勒从前一天晚上9:00到第二天早上 3:30 一直与贝莱斯待在一起，她告诉媒体，贝莱斯说她怀孕了但宁愿自杀也不愿堕胎（贝莱斯是虔诚的罗马天主教徒）。
贝莱斯死后的第二天，洛杉矶县验尸官要求进行调查其死因，但在12月16日确定贝莱斯的遗书和自杀意愿后放弃调查。12月22日，其葬礼在洛杉矶森林草坪纪念公园的殡仪馆举行，送葬者包括她的前夫约翰尼·魏斯穆勒和演员吉尔伯特·罗兰。之后，她的遗体被火车送往墨西哥城，并于12月27日在那里举行了第二次葬礼。她的尸体随后被安葬在墨西哥城的公墓（Panteón de Dolores）中。

### 其他死因说法
加州大学圣塔克鲁兹分校教授罗莎-琳达·弗雷戈索说，贝莱斯以蔑视当代道德著名，离婚生子似乎不应该是她会放在心上的事。弗雷戈索认为贝莱斯生命的最后一年表现出极度躁狂和抑郁，由此推测贝莱斯可能是死于某种精神疾病（如雙相情緒障礙症）。
罗伯特·斯拉策（Robert Slatzer）声称在贝莱斯去世前几周曾在她家采访她，当时她说她怀有加里·库珀的孩子（当时加里已经是维罗妮卡·库珀的丈夫）。贝莱斯说库珀拒绝承认这个孩子，而认为哈拉尔德才是孩子的父亲。贝莱斯去世后，斯拉策说根据他的采访，加里·库珀又说他可能是孩子的父亲。 此外，斯拉策还说还采访了克拉拉·鲍 （她在1920年代曾与库珀约会），鲍说贝莱斯和哈拉尔德结婚只是为了保护库珀的名誉。
贝莱斯之死在1959年经由肯尼思·安格的《好莱坞巴比伦》演绎而变成都市傳說。安格说贝莱斯本来安排了一场华丽的自杀，但由于她的墨西哥晚餐和速可眠发生反应，身体极度不适，跌跌撞撞地跑到浴室呕吐，结果在浴室的地砖上滑倒，头朝下掉进了厕所，随后溺死。尽管他的事件版本与官方报道相矛盾，但由于颇具戏剧效果而广为流传，比如《辛普森一家》的一集。但贝莱斯的传记作者米歇尔·沃格尔（Michelle Vogel）指出，速可眠以小剂量下也能快速起效而著称，所以贝莱斯不可能有时间跌跌撞撞地跑去呕吐，而且也没有证据表明贝莱斯死前曾经呕吐过。

## 个人生活

### 个人形象
在她的整个职业生涯中，其银幕形象一直是一个脾气暴躁而精力充沛的“狂野”女人。尽管她自己并不喜欢被人说成难以控制情绪，她银幕外的行为也比较贴合这种描述。比如她每周五晚上都在好莱坞军团体育场观看拳击比赛，站在座位对着拳手大喊大叫。
贝莱斯自己也经常把自己的私生活曝光给八卦媒体，比如她曾和情人加里·库珀吵架并用刀砍伤了后者，分手后，她还曾试图枪击库珀。她与约翰尼·维斯穆勒结婚期间，为题报道说贝莱斯在打架和做爱时对丈夫造成了抓伤和咬伤。
贝莱斯也常攻击竞争对手，她称墨西哥女演员多洛雷丝·德尔里奥 为“不祥之鸟”（bird of bad omen），喜欢公开模仿对方并嘲讽对方塑造的优雅形象。实际上，她也经常模仿、嘲讽自己不喜欢的其他女演员。贝莱斯也不喜欢瑪蓮娜·迪特利希，她怀疑她在1930年拍摄《摩洛哥》时与加里·库珀有染。

### 感情经历
她的感情经历曝光度很高。抵达洛杉矶后，她就与演员汤姆·米克斯、查理·卓别林和克拉克·盖博产生联系。她的第一个长期、高调的男伴侣是加里·库珀。两人在拍摄《Wolf Song》时相识，并开始为期两年的约会。库珀最终在1931年年中选择分手，原因是他的母亲爱丽丝的强烈要求。贝莱斯在1931年也对媒体说：“我拒绝了库珀，因为他的父母不希望我嫁给他，而且公司认为这会损害他的事业。现在结束了，我很高兴，很自由”。这段不稳定的关系使库珀体重掉了45磅，并且遭受神经衰弱的折磨。派拉蒙影業让他休假养伤，当他登上火车时，贝莱斯出现在车站并向他开枪。
与库珀分手后，贝莱斯与演员约翰·吉尔伯特于 1931 年底开始约会，当时吉尔伯特正与他的第三任妻子伊娜·克莱尔分居，谣传两人曾经订婚，但吉尔伯特在 1932年初分手，并试图与克莱尔复合。

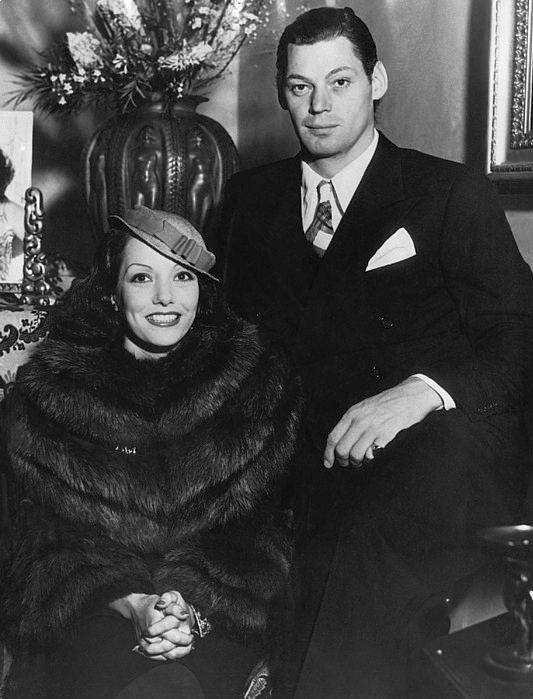
贝莱斯和约翰尼·维斯穆勒于1933年10月结婚后不久的合影

此后不久，贝莱斯在纽约遇到了演员约翰尼·维斯穆勒，回到洛杉矶后开始断断续续地约会，与此同时她还和埃羅爾·弗林保持男女关系。1933年10月8日，贝莱斯和维斯穆勒在拉斯维加斯结婚，但婚后存在家暴。1934年7月，在结婚十个月后，贝莱斯提出离婚，但一周后撤回申请。1935年1月3日，她第二次提出离婚，一个月后又撤销申请。1938年8月，贝莱斯第三次提出离婚，并于1939年8月正式离婚。
离婚后，她在1940年底开始与马球运动员吉恩·“大男孩”·威廉姆斯约会。两人曾订婚，但从未结婚。1941年底，她与作家埃里希·玛利亚·雷马克交往。根据女演员露薏絲·蕾娜的回忆，雷马克说贝莱斯曾脱下鞋子打他，但他喜欢贝莱斯这种性格。之后，她还曾和与拳击手杰克·约翰逊和杰克·登普西约会。
1943年，贝莱斯与拍摄《La Zandunga》一块表演的阿图罗·德·科尔多瓦约会，尽管后者已婚且育有四个孩子。贝莱斯在1943年9月接受了八卦专栏作家卢埃拉·帕森斯采访，宣布两人订婚。她告诉记者，她打算结婚后息影去做全职主妇。但科尔多瓦的妻子拒绝离婚，贝莱斯于是在1944年结束这段恋情。
之后，贝莱斯结识年轻落魄的奥地利演员哈拉尔德·拉蒙德。1944年9月，她发现自己怀上了拉蒙德的孩子，并于1944年11月下旬宣布订婚，但去世前四天的12月10日宣布取消婚约，并将拉蒙德赶出家门。